# Вайльбах (Німеччина)
Вайльбах (нім. Weilbach) — громада в Німеччині, розташована в землі Баварія. Підпорядковується адміністративному округу Нижня Франконія. Входить до складу району Мільтенберг.
Площа — 27,28 км2. Населення становить 2175 ос. (станом на 31 грудня 2020).